# Distretto di Ulaş
Il distretto di Ulaş (in turco Ulaş ilçesi) è uno dei distretti della provincia di Sivas, in Turchia.